# Флор-Есенина, Татьяна Петровна
Татьяна Петровна Флор-Есенина (1 июля 1933 года, Москва — 12 февраля 1993 года, Москва) — советская и российская журналистка. Племянница русского поэта Сергея Есенина (1895—1925). Редактор первого сборника «Воспоминаний о Сергее Есенине» (1965). Принимала участие в подготовке полного собрания сочинений Сергея Есенина. Автор публикаций в периодической печати о Сергее Есенине. В последние годы жизни работала в архивах страны над книгой «С. А. Есенин. Жизнеописание в документах».

## Семья
Бабушка и дедушка (со стороны матери): Александр Никитич Есенин, Татьяна Фёдоровна Есенина
Дяди и тёти (со стороны матери): Сергей, Ольга, Екатерина, Алексей
Родители: Пётр Иванович Ильин, Александра Александровна Ильина
Супруг — Сало Флор.

## Биография
Татьяна родилась 1 июля 1933 в Москве в семье младшей сестры Александры Александровны и Петра Ивановича Ильиных.
Во время Великой Отечественной вместе с семьей в эвакуации в Тюмени. Жили в бывшем доме рыботоровца Трофимова, позднее признанном объектом культурного наследия.
В 1941 году пошла в первый класс в Тюмени. Окончила среднюю школу в 1951 году уже в Москве.
В 1951 году поступила в Московский заочный полиграфический институт, на редакционно-издательский факультет.
С 1954 по 1958 годы работала начальником редакционно-издательского сектора в НИИ часовой промышленности, с 1958 по 1971 год — редактором в издательстве «Московский рабочий». Оттуда в 1971 году перешла в образованное издательство «Современник», где трудилась 20 лет старшим научным редактором. Будучи редактором работала с такими писателями и поэтами, как Евгений Винокуров, Рюрик Ивнев, Евгений Долматовский, Николай Старшинов, Николай Тихонов, Юлия Друнина, Александр Филатов, Игорь Кобзев, Юрий Нагибин и др.
В 1978 году она вышла замуж за международного гроссмейстера по шахматам Саломона (Сало) Михайловича Флора.
В 1981 году умерла мать.
В 1983 году скончался супруг.
Татьяна Петровна ушла из жизни  12 февраля 1993 года в Москве.
14 февраля в церкви на Ваганьковском кладбище прошло заочное отпевание.
Похоронена в Москве, на Ваганьковском кладбище.